# S.C. Michela Fanini
El S.C. Michela Fanini (codi UCI: MIC) és un equip ciclista femení italià. Creat al 1999, té categoria UCI Women's Team des del 2000.
L'equip es va fundar en record de la ciclista Michela Fanini morta en un accident de transit amb només vint-i-un anys.

## Principals resultats
- A les proves de la Copa del món i de l'UCI Women's WorldTour:
  - Gran Premi Castella i Lleó: Regina Schleicher (2002)
  - Gran Premi de Plouay: Regina Schleicher (2002), Edita Pučinskaitė (2004)
- Altres:
  - Giro de Toscana-Memorial Michela Fanini: Zinaïda Stahúrskaia (2000)

## Classificacions UCI
Aquesta taula mostra la plaça de l'equip a la classificació de la Unió Ciclista Internacional a final de temporada i també la millor ciclista en la classificació individual de cada temporada.
| Temporada | Classificació per equips | Millor ciclista en la classificació individual |
| --------- | ------------------------ | ---------------------------------------------- |
| 2000      | 9è                       | Zinaïda Stahúrskaia (10a)                      |
| 2001      | 11è                      | Regina Schleicher (23a)                        |
| 2002      | 10è                      | Regina Schleicher (8a)                         |
| 2003      | 9è                       | Edita Pučinskaitė (5a)                         |
| 2004      | 3r                       | Edita Pučinskaitė (5a)                         |
| 2005      | 10è                      | Annette Beutler (22a)                          |
| 2006      | 18è                      | Annalisa Cucinotta (69a)                       |
| 2007      | 16è                      | Grete Treier (36a)                             |
| 2008      | 22è                      | Rasa Leleivytė (62a)                           |
| 2009      | 11è                      | Tatiana Guderzo (17a)                          |
| 2010      | 13è                      | Grete Treier (46a)                             |
| 2011      | 19è                      | Grete Treier (59a)                             |
| 2012      | 16è                      | Grete Treier (81a)                             |
| 2013      | 20è                      | Ievhènia Vissotska (65a)                       |
| 2014      | 19è                      | Tetiana Riabtxenko (61a)                       |
| 2015      | 25è                      | Edwige Pitel (75a)                             |
| 2016      | 25è                      | Edwige Pitel (74a)                             |
| 2017      | 35è                      | Mónika Király (136a)                           |

Del 1998 al 2015 l'equip va participar en la Copa del món. Abans de la temporada 2006 no hi havia classificació per equips, i es mostra la millor ciclista en la classificació individual.
| Temporada | Classificació per equips | Millor ciclista en la classificació individual |
| --------- | ------------------------ | ---------------------------------------------- |
| 2000      | -                        | -                                              |
| 2001      | -                        | Regina Schleicher (17a)                        |
| 2002      | -                        | Regina Schleicher (3a)                         |
| 2003      | -                        | Edita Pučinskaitė (14a)                        |
| 2004      | -                        | Edita Pučinskaitė (6a)                         |
| 2005      | -                        | Katia Longhin (20a)                            |
| 2006      | -                        | -                                              |
| 2007      | 32è                      | Grete Treier (72a)                             |
| 2008      | -                        | -                                              |
| 2009      | -                        | -                                              |
| 2010      | 31è                      | Grete Treier (111a)                            |
| 2011      | -                        | Karin Aune (88a)                               |
| 2012      | 32è                      | Aleksandra Burtxenkova (103a)                  |
| 2013      | -                        | Edwige Pitel (98a)                             |
| 2014      | -                        | -                                              |
| 2015      | -                        | -                                              |

A partir del 2016, l'UCI Women's WorldTour va substituir la copa del món
| Temporada | Classificació per equips | Millor ciclista en la classificació individual |
| --------- | ------------------------ | ---------------------------------------------- |
| 2016      | -                        | -                                              |
| 2017      | -                        | -                                              |

## Composició de l'equip
| \| Llista de l'equip 2012 \| Llista de l'equip 2012 \| Llista de l'equip 2012 \| Llista de l'equip 2012 \| \| Ciclista \| Data de naixement \| Equip previ \| \| \| -------------------------------------- \| ---------------------- \| -------------------------- \| ---------------------- \| \| Alexandra Burtschenkowa \| 16 de setembre de 1988 \| Fenixs-Petrogradets (2010) \| \| \| Chiara Ciuffini (1 de gen–31 de maig) \| 11 de desembre de 1985 \| \| \| \| Lorena Foresi \| 11 de abril de 1988 \| Gauss (2011) \| \| \| Sara Grifi \| 26 de setembre de 1988 \| \| \| \| Verónica Leal \| 15 de octubre de 1977 \| Team Type 1 (2009) \| \| \| Silvia Marsala (2 de abr–31 de des) \| 19 de juny de 1993 \| \| \| \| Michal Ella \| 24 de juliol de 1987 \| \| \| \| Vanessa Elettra Ricci \| 4 de febrer de 1989 \| \| \| \| Martina Růžičková \| 22 de març de 1980 \| Uniqa - ELK (2009) \| \| \| Azucena Sánchez (12 de març–31 de des) \| 15 de octubre de 1978 \| Team CMAX Dila (2008) \| \| \| Valentina Scandolara \| 1 de maig de 1990 \| Gauss (2011) \| \| \| Grete Treier \| 12 de desembre de 1977 \| Gauss RDZ Ormu (2008) \| \| \| \| \| \| \| \| Font: UCI \| \| \| \| |                        |                            |  |
| Llista de l'equip 2012 |                        |                            |  |
| Ciclista | Data de naixement      | Equip previ                |  |
| Alexandra Burtschenkowa | 16 de setembre de 1988 | Fenixs-Petrogradets (2010) |  |
| Chiara Ciuffini (1 de gen–31 de maig) | 11 de desembre de 1985 |                            |  |
| Lorena Foresi | 11 de abril de 1988    | Gauss (2011)               |  |
| Sara Grifi | 26 de setembre de 1988 |                            |  |
| Verónica Leal | 15 de octubre de 1977  | Team Type 1 (2009)         |  |
| Silvia Marsala (2 de abr–31 de des) | 19 de juny de 1993     |                            |  |
| Michal Ella | 24 de juliol de 1987   |                            |  |
| Vanessa Elettra Ricci | 4 de febrer de 1989    |                            |  |
| Martina Růžičková | 22 de març de 1980     | Uniqa - ELK (2009)         |  |
| Azucena Sánchez (12 de març–31 de des) | 15 de octubre de 1978  | Team CMAX Dila (2008)      |  |
| Valentina Scandolara | 1 de maig de 1990      | Gauss (2011)               |  |
| Grete Treier | 12 de desembre de 1977 | Gauss RDZ Ormu (2008)      |  |
| |                        |                            |  |
| Font: UCI |                        |                            |  |

| \| Llista de l'equip 2013 \| Llista de l'equip 2013 \| Llista de l'equip 2013 \| Llista de l'equip 2013 \| \| Ciclista \| Data de naixement \| Equip previ \| \| \| ---------------------------------------- \| ---------------------- \| ------------------------- \| ---------------------- \| \| Katsiaryna Barazna (1 de gen–9 de juny) \| 27 de abril de 1990 \| \| \| \| Aude Biannic (24 de juny–1 de des) \| 27 de març de 1991 \| \| \| \| Gloria Boldrini \| 16 de febrer de 1994 \| \| \| \| Carlotta Brui \| 25 de maig de 1994 \| \| \| \| Azzurra D'Intino (14 de març–31 de des) \| 25 de octubre de 1991 \| \| \| \| Mireia Epelde \| 29 de octubre de 1985 \| Lointek (2012) \| \| \| Lisa Gamba \| 22 de febrer de 1994 \| \| \| \| Jutatip Maneephan \| 8 de juliol de 1988 \| \| \| \| Silvia Marsala \| 19 de juny de 1993 \| \| \| \| Edwige Pitel \| 4 de juny de 1967 \| Vienne Futuroscope (2011) \| \| \| Liisi Rist \| 25 de juny de 1991 \| \| \| \| Grete Treier \| 12 de desembre de 1977 \| Gauss RDZ Ormu (2008) \| \| \| Lara Vieceli \| 16 de juliol de 1993 \| Verinlegno-Fabiani (2012) \| \| \| Ievhènia Vissotska (7 de juny–31 de des) \| 11 de desembre de 1975 \| Valdarno (2010) \| \| \| \| \| \| \| \| Font: UCI \| \| \| \| |                        |                           |  |
| Llista de l'equip 2013 |                        |                           |  |
| Ciclista | Data de naixement      | Equip previ               |  |
| Katsiaryna Barazna (1 de gen–9 de juny) | 27 de abril de 1990    |                           |  |
| Aude Biannic (24 de juny–1 de des) | 27 de març de 1991     |                           |  |
| Gloria Boldrini | 16 de febrer de 1994   |                           |  |
| Carlotta Brui | 25 de maig de 1994     |                           |  |
| Azzurra D'Intino (14 de març–31 de des) | 25 de octubre de 1991  |                           |  |
| Mireia Epelde | 29 de octubre de 1985  | Lointek (2012)            |  |
| Lisa Gamba | 22 de febrer de 1994   |                           |  |
| Jutatip Maneephan | 8 de juliol de 1988    |                           |  |
| Silvia Marsala | 19 de juny de 1993     |                           |  |
| Edwige Pitel | 4 de juny de 1967      | Vienne Futuroscope (2011) |  |
| Liisi Rist | 25 de juny de 1991     |                           |  |
| Grete Treier | 12 de desembre de 1977 | Gauss RDZ Ormu (2008)     |  |
| Lara Vieceli | 16 de juliol de 1993   | Verinlegno-Fabiani (2012) |  |
| Ievhènia Vissotska (7 de juny–31 de des) | 11 de desembre de 1975 | Valdarno (2010)           |  |
| |                        |                           |  |
| Font: UCI |                        |                           |  |

| \| Llista de l'equip 2014 \| Llista de l'equip 2014 \| Llista de l'equip 2014 \| Llista de l'equip 2014 \| \| Ciclista \| Data de naixement \| Equip previ \| \| \| ---------------------------------------- \| ---------------------- \| --------------------------- \| ---------------------- \| \| Michela Balducci \| 30 de juliol de 1995 \| \| \| \| Valentina Bastianelli \| 4 de desembre de 1987 \| Vaiano Fondriest (2013) \| \| \| Vittoria Bussi \| 19 de març de 1987 \| \| \| \| Simona Crotti \| 16 de agost de 1995 \| \| \| \| Azzurra D'Intino \| 25 de octubre de 1991 \| \| \| \| Mireia Epelde \| 29 de octubre de 1985 \| Lointek (2012) \| \| \| Barbara Heeb (1 de març–31 de des) \| 13 de febrer de 1969 \| ELK Haus Nö (2005) \| \| \| Eyerusalem Kelil (1 de març–31 de des) \| 21 de gener de 1992 \| \| \| \| Edwige Pitel \| 4 de juny de 1967 \| Vienne Futuroscope (2011) \| \| \| Tetyana Riabchenko (3 de juny–31 de des) \| 28 de agost de 1989 \| Chirio Forno d'Asolo (2013) \| \| \| Liisi Rist \| 25 de juny de 1991 \| \| \| \| Lara Vieceli \| 16 de juliol de 1993 \| Verinlegno-Fabiani (2012) \| \| \| Ievhènia Vissotska \| 11 de desembre de 1975 \| Valdarno (2010) \| \| \| \| \| \| \| \| Font: UCI \| \| \| \| |                        |                             |  |
| Llista de l'equip 2014 |                        |                             |  |
| Ciclista | Data de naixement      | Equip previ                 |  |
| Michela Balducci | 30 de juliol de 1995   |                             |  |
| Valentina Bastianelli | 4 de desembre de 1987  | Vaiano Fondriest (2013)     |  |
| Vittoria Bussi | 19 de març de 1987     |                             |  |
| Simona Crotti | 16 de agost de 1995    |                             |  |
| Azzurra D'Intino | 25 de octubre de 1991  |                             |  |
| Mireia Epelde | 29 de octubre de 1985  | Lointek (2012)              |  |
| Barbara Heeb (1 de març–31 de des) | 13 de febrer de 1969   | ELK Haus Nö (2005)          |  |
| Eyerusalem Kelil (1 de març–31 de des) | 21 de gener de 1992    |                             |  |
| Edwige Pitel | 4 de juny de 1967      | Vienne Futuroscope (2011)   |  |
| Tetyana Riabchenko (3 de juny–31 de des) | 28 de agost de 1989    | Chirio Forno d'Asolo (2013) |  |
| Liisi Rist | 25 de juny de 1991     |                             |  |
| Lara Vieceli | 16 de juliol de 1993   | Verinlegno-Fabiani (2012)   |  |
| Ievhènia Vissotska | 11 de desembre de 1975 | Valdarno (2010)             |  |
| |                        |                             |  |
| Font: UCI |                        |                             |  |

| \| Llista de l'equip 2015 \| Llista de l'equip 2015 \| Llista de l'equip 2015 \| Llista de l'equip 2015 \| \| Ciclista \| Data de naixement \| Equip previ \| \| \| ---------------------- \| ---------------------- \| ------------------------------- \| ---------------------- \| \| Francesca Balducci \| 1 de maig de 1996 \| \| \| \| Michela Balducci \| 30 de juliol de 1995 \| \| \| \| Azzurra D'Intino \| 25 de octubre de 1991 \| \| \| \| Nina Gulino \| 18 de febrer de 1988 \| \| \| \| Eyerusalem Kelil \| 21 de gener de 1992 \| \| \| \| Alessandra Lari \| 25 de abril de 1985 \| \| \| \| Laura Lozano \| 25 de octubre de 1986 \| USC Chirio Forno d'Asolo (2008) \| \| \| Federica Nicolai \| 2 de març de 1995 \| \| \| \| Edwige Pitel \| 4 de juny de 1967 \| Vienne Futuroscope (2011) \| \| \| Vittoria Reati \| 26 de juliol de 1996 \| \| \| \| Lara Vieceli \| 16 de juliol de 1993 \| Verinlegno-Fabiani (2012) \| \| \| \| \| \| \| \| Font: UCI \| \| \| \| |                       |                                 |  |
| Llista de l'equip 2015 |                       |                                 |  |
| Ciclista | Data de naixement     | Equip previ                     |  |
| Francesca Balducci | 1 de maig de 1996     |                                 |  |
| Michela Balducci | 30 de juliol de 1995  |                                 |  |
| Azzurra D'Intino | 25 de octubre de 1991 |                                 |  |
| Nina Gulino | 18 de febrer de 1988  |                                 |  |
| Eyerusalem Kelil | 21 de gener de 1992   |                                 |  |
| Alessandra Lari | 25 de abril de 1985   |                                 |  |
| Laura Lozano | 25 de octubre de 1986 | USC Chirio Forno d'Asolo (2008) |  |
| Federica Nicolai | 2 de març de 1995     |                                 |  |
| Edwige Pitel | 4 de juny de 1967     | Vienne Futuroscope (2011)       |  |
| Vittoria Reati | 26 de juliol de 1996  |                                 |  |
| Lara Vieceli | 16 de juliol de 1993  | Verinlegno-Fabiani (2012)       |  |
| |                       |                                 |  |
| Font: UCI |                       |                                 |  |

| \| Llista de l'equip 2016 \| Llista de l'equip 2016 \| Llista de l'equip 2016 \| Llista de l'equip 2016 \| \| Ciclista \| Data de naixement \| Equip previ \| \| \| ---------------------- \| ---------------------- \| ------------------------------- \| ---------------------- \| \| Francesca Balducci \| 1 de maig de 1996 \| \| \| \| Michela Balducci \| 30 de juliol de 1995 \| \| \| \| Manuela De Iuliis \| 23 de març de 1991 \| \| \| \| Nina Gulino \| 18 de febrer de 1988 \| \| \| \| Eyerusalem Kelil \| 21 de gener de 1992 \| \| \| \| Mónika Király \| 10 de novembre de 1983 \| \| \| \| Laura Lozano \| 25 de octubre de 1986 \| USC Chirio Forno d'Asolo (2008) \| \| \| Federica Nicolai \| 2 de març de 1995 \| \| \| \| Edwige Pitel \| 4 de juny de 1967 \| Vienne Futuroscope (2011) \| \| \| Vittoria Reati \| 26 de juliol de 1996 \| \| \| \| Sari Saarelainen \| 1 de març de 1981 \| Servetto Footon (2015) \| \| \| \| \| \| \| \| Font: UCI \| \| \| \| |                        |                                 |  |
| Llista de l'equip 2016 |                        |                                 |  |
| Ciclista | Data de naixement      | Equip previ                     |  |
| Francesca Balducci | 1 de maig de 1996      |                                 |  |
| Michela Balducci | 30 de juliol de 1995   |                                 |  |
| Manuela De Iuliis | 23 de març de 1991     |                                 |  |
| Nina Gulino | 18 de febrer de 1988   |                                 |  |
| Eyerusalem Kelil | 21 de gener de 1992    |                                 |  |
| Mónika Király | 10 de novembre de 1983 |                                 |  |
| Laura Lozano | 25 de octubre de 1986  | USC Chirio Forno d'Asolo (2008) |  |
| Federica Nicolai | 2 de març de 1995      |                                 |  |
| Edwige Pitel | 4 de juny de 1967      | Vienne Futuroscope (2011)       |  |
| Vittoria Reati | 26 de juliol de 1996   |                                 |  |
| Sari Saarelainen | 1 de març de 1981      | Servetto Footon (2015)          |  |
| |                        |                                 |  |
| Font: UCI |                        |                                 |  |

| \| Llista de l'equip 2017 \| Llista de l'equip 2017 \| Llista de l'equip 2017 \| Llista de l'equip 2017 \| \| Ciclista \| Data de naixement \| Equip previ \| \| \| ------------------------------------- \| ---------------------- \| ------------------------- \| ---------------------- \| \| Francesca Balducci \| 1 de maig de 1996 \| \| \| \| Anna Ceoloni \| 8 de octubre de 1991 \| Servetto Footon (2016) \| \| \| Alessia Dal Magro \| 21 de agost de 1998 \| \| \| \| Elisa Dalla Valle \| 16 de gener de 1998 \| \| \| \| Viola Rita Galli \| 26 de maig de 1990 \| \| \| \| Iraida García \| 26 de maig de 1989 \| \| \| \| Mónika Király \| 10 de novembre de 1983 \| \| \| \| Valeria Kononenko \| 14 de maig de 1990 \| \| \| \| Jutatip Maneephan \| 8 de juliol de 1988 \| \| \| \| Edwige Pitel \| 4 de juny de 1967 \| Vienne Futuroscope (2011) \| \| \| Vittoria Reati \| 26 de juliol de 1996 \| \| \| \| Valentina Picca (6 de juny–31 de des) \| 24 de juny de 1988 \| \| \| \| \| \| \| \| \| Font: UCI \| \| \| \| |                        |                           |  |
| Llista de l'equip 2017 |                        |                           |  |
| Ciclista | Data de naixement      | Equip previ               |  |
| Francesca Balducci | 1 de maig de 1996      |                           |  |
| Anna Ceoloni | 8 de octubre de 1991   | Servetto Footon (2016)    |  |
| Alessia Dal Magro | 21 de agost de 1998    |                           |  |
| Elisa Dalla Valle | 16 de gener de 1998    |                           |  |
| Viola Rita Galli | 26 de maig de 1990     |                           |  |
| Iraida García | 26 de maig de 1989     |                           |  |
| Mónika Király | 10 de novembre de 1983 |                           |  |
| Valeria Kononenko | 14 de maig de 1990     |                           |  |
| Jutatip Maneephan | 8 de juliol de 1988    |                           |  |
| Edwige Pitel | 4 de juny de 1967      | Vienne Futuroscope (2011) |  |
| Vittoria Reati | 26 de juliol de 1996   |                           |  |
| Valentina Picca (6 de juny–31 de des) | 24 de juny de 1988     |                           |  |
| |                        |                           |  |
| Font: UCI |                        |                           |  |